# 188P/LINEAR-Mueller
188P/LINEAR-Mueller è una cometa periodica appartenente alla famiglia delle comete gioviane.
La cometa è stata scoperta come tale dall'astronoma statunitense Jean Mueller il 17 ottobre 1998 ma in effetti era già stata scoperta come asteroide il 26 settembre 1998 dal programma di ricerca astronomica LINEAR, ma già dall'annuncio ufficiale della scoperta erano state scoperte immagini di prescoperta risalenti al 17 settembre 1998. La sua riscoperta il 13 maggio 2007 ha permesso di numerarla.
La cometa ha una piccola MOID di sole 0,053 UA col pianeta Giove. L'8 settembre 1992 la cometa è passata a sole 0,102 UA da Giove, il 6 luglio 2170 passerà a sole 0,336 UA. da Giove. In futuro passaggi ravvicinati a Giove determineranno drastici cambiamenti dell'orbita della cometa. 